# توماس كلايتون وولف
وولف، توماس كلايتون (1900-1938م). كاتب أمريكي، اكتسب شهرته بفضل روايته التي تناولت سيرته الذاتية. زعم وولف أن الفن العظيم لابد أن يكون نابعاً من السيرة الذاتية. وتكتسب قصص طفولته، وشبابه مغزى رمزياً في رواياته، وكانت الشخصية الرئيسية في أغلب أعماله ـ مهما اختلف الاسم الذي اختاره لها ـ هي شخصية الإنسان المفرط الحساسية المعتد بذاته، وهي في الواقع شخصية الكاتب نفسه. ومن خلال هذه الشخصية عالج وولف موضوعاً على درجة كبيرة من الأهمية بالنسبة لعمله ألا وهو تنمية الفنان الأمريكي.
ولد وولف في أشفيل، في كارولينا الشمالية بالولايات المتحدة الأمريكية، وتخرج في جامعة كارولينا الشمالية عام 1920م ثم التحق بكلية الدراسات العليا التابعة لجامعة هارفارد. كتب وولف مسرحيتين أثناء دراسته في هارفارد ولكنه اعتبرهما من الأعمال الفاشلة، ثم اتجه إلى تأليف الرواية وحصل علي درجة الماجستير من جامعة هارفارد عام 1924م. وقام بتدريس اللغة الإنجليزية في جامعة نيويورك في الفترة من 1924م إلى 1930م.
وكان ماكسويل بيركنز ـ وهو محرر بدار سكربنر ـ ذا تأثير كبير في مستقبل وولف. كان وولف يؤلف أعمالاً طويلة وغير مترابطة، ليقوم بيركنز بعد ذلك بتحرير وتنظيم المادة. وصدرت أولى روايات وولف أيها الملاك تطلع باتجاه بيتك (1929م)، ثم تبعتها رواية مكملة هي عن الوقت والنهر (1935م)  وبعد موت وولف قام إدوارد آسويل وهو محرر بدار نشر هاربر للنشر، بتحرير وإخراج روايتيه الأوليين على نموذج شخصية وولف في شبابه. وتدوران حول محور شخصية تدعى جورج ويبر. وقد انتقدت كتابات وولف لافتقارها إلى الانضباط والتحكم الفني. ويعتقد بعض النقاد أنَّ كل رواية من رواياته من تفاصيل لم يحسن الكاتب هضمها. ويعد بيركنز، بتحريره لكتابات وولف، صاحب الفضل في أي شكل اكتسبته الروايات. ويبدو أن وولف قد أيَّد هذا الرأي في كتابه قصة رواية التي تناول فيها بالفحص والتحليل النقدي كتابته الشخصية. غير أن النقاد أكدوا فيما بعد أنه اختار تفاصيل، وأكد على عناصر جعلت من سلسلة الأحداث في رواياته وحدة درامية واحدة.
وعلى الرغم من أن وولف قد تعرض للنقد المستمر لتجاوزاته اللغوية إلا أنه نجح عندما أخذ يتألق في كتابة نثر جزل يكاد يقترب من الشعر. وتصف مذكرات توماس وولف التي صدرت في 1970م الصراع الذي عاناه ليصبح كاتباً ناضجاً. وقد نُشرت القصص القصيرة الكاملة لتوماس وولف عام 1987م.

## وصلات خارجية
- توماس كلايتون وولف على موقع IMDb (الإنجليزية)
- توماس كلايتون وولف على موقع الموسوعة البريطانية (الإنجليزية)
- توماس كلايتون وولف على موقع مونزينجر (الألمانية)
- توماس كلايتون وولف على موقع ميوزك برينز (الإنجليزية)
- توماس كلايتون وولف على موقع قاعدة بيانات برودواي على الإنترنت (الإنجليزية)
- توماس كلايتون وولف على موقع إن إن دي بي (الإنجليزية)
- توماس كلايتون وولف على موقع ديسكوغز (الإنجليزية)
- توماس كلايتون وولف على موقع قاعدة بيانات الفيلم (الإنجليزية)
- جمعية توماس وولف
- السيرة الذاتية لتوماس وولف